# Tranzault
Tranzault est une commune française située dans le département de l'Indre, en région Centre-Val de Loire.

## Géographie

### Localisation
La commune est située dans le sud du département, dans la région naturelle du Boischaut Sud.
Les communes limitrophes sont : Lys-Saint-Georges (2 km), Mers-sur-Indre (4 km), Montipouret (4 km), Neuvy-Saint-Sépulchre (5 km), Sarzay (5 km) et Fougerolles (8 km).
Les communes chefs-lieux et préfectorales sont : Neuvy-Saint-Sépulchre (5 km), La Châtre (12 km), Châteauroux (23 km), Issoudun (37 km) et Le Blanc (60 km).

### Hameaux et lieux-dits
Les hameaux et lieux-dits de la commune sont : Lierne, Chantome et Trisset.

### Géologie et hydrographie
La commune est classée en zone de sismicité 2, correspondant à une sismicité faible.
Le territoire communal est arrosé par les rivières Bouzanne et Gourdon, ainsi que le ruisseau de l'Aubord.

### Climat
Pour des articles plus généraux, voir Climat du Centre-Val de Loire et Climat de l'Indre.
En 2010, le climat de la commune est de type climat océanique dégradé des plaines du Centre et du Nord, selon une étude du CNRS s'appuyant sur une série de données couvrant la période 1971-2000. En 2020, Météo-France publie une typologie des climats de la France métropolitaine dans laquelle la commune est exposée à un climat océanique altéré et est dans la région climatique Ouest et nord-ouest du Massif Central, caractérisée par une pluviométrie annuelle de 900 à 1 500 mm, maximale en automne et en hiver.
Pour la période 1971-2000, la température annuelle moyenne est de 11,6 °C, avec une amplitude thermique annuelle de 15,3 °C. Le cumul annuel moyen de précipitations est de 810 mm, avec 11,9 jours de précipitations en janvier et 7,4 jours en juillet. Pour la période 1991-2020, la température moyenne annuelle observée sur la station météorologique de Météo-France la plus proche, « Jeu-les-Bois-Auto », sur la commune de Jeu-les-Bois à 6 km à vol d'oiseau, est de 12,0 °C et le cumul annuel moyen de précipitations est de 746,6 mm,. 

### Voies de communication et transports
Le territoire communal est desservi par les routes départementales : 19, 19D, 38 et 51.

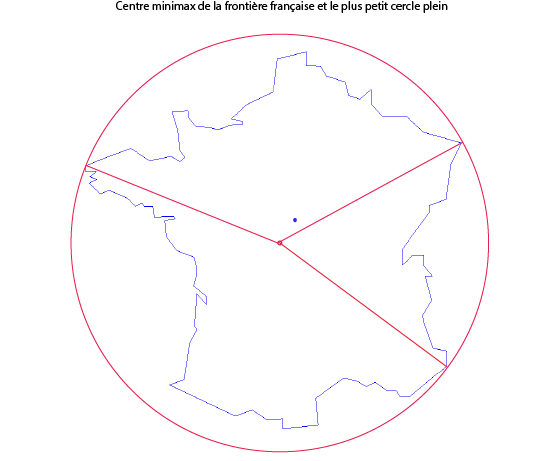

La gare ferroviaire la plus proche est la gare de Châteauroux, à 26 km.
Tranzault est desservie par la ligne F du Réseau de mobilité interurbaine.
L'aéroport le plus proche est l'aéroport de Châteauroux-Centre, à 30 km.
Le territoire communal est traversé par le sentier de grande randonnée 46

### L'un des «centres» de la France
Tranzault est situé au centre du plus petit cercle incluant l'ensemble de l'Hexagone. Il s'agit, dans ce périmètre, du seul endroit situé à moins de 543,7 km de tous les autres.
Il existe d'autres manières de calculer le « centre » de la France, qui aboutissent à d'autres communes.

## Urbanisme

### Typologie
Au 1er janvier 2024, Tranzault est catégorisée commune rurale à habitat très dispersé, selon la nouvelle grille communale de densité à sept niveaux définie par l'Insee en 2022.
Elle est située hors unité urbaine. Par ailleurs la commune fait partie de l'aire d'attraction de Châteauroux, dont elle est une commune de la couronne,. Cette aire, qui regroupe 71 communes, est catégorisée dans les aires de 50 000 à moins de 200 000 habitants,.

### Occupation des sols
L'occupation des sols de la commune, telle qu'elle ressort de la base de données européenne d’occupation biophysique des sols Corine Land Cover (CLC), est marquée par l'importance des territoires agricoles (97,5 % en 2018), une proportion sensiblement équivalente à celle de 1990 (97,7 %). La répartition détaillée en 2018 est la suivante : 
prairies (51,7 %), terres arables (23,7 %), zones agricoles hétérogènes (22,1 %), forêts (2,5 %). L'évolution de l’occupation des sols de la commune et de ses infrastructures peut être observée sur les différentes représentations cartographiques du territoire : la carte de Cassini (XVIIIe siècle), la carte d'état-major (1820-1866) et les cartes ou photos aériennes de l'IGN pour la période actuelle (1950 à aujourd'hui).

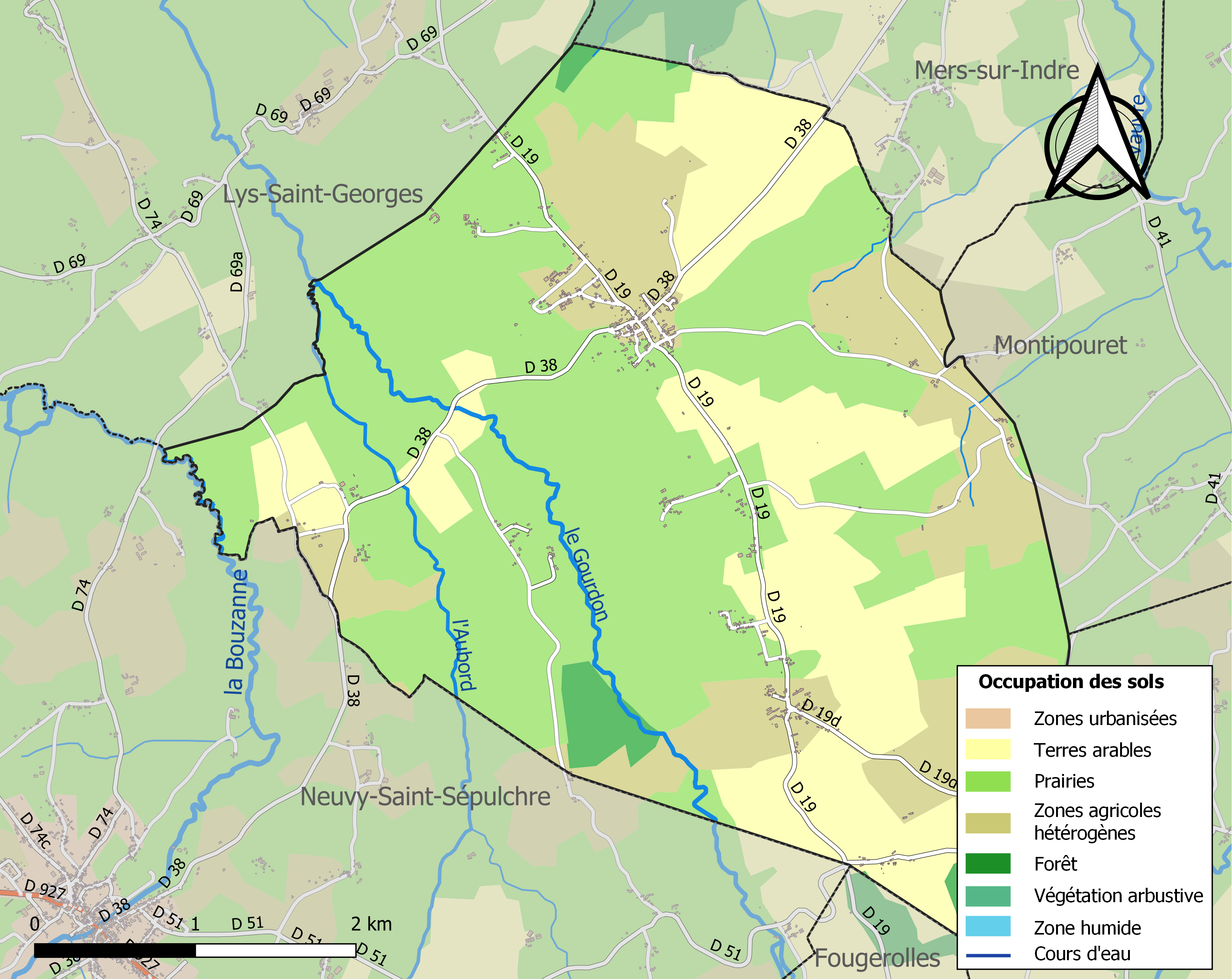
Carte des infrastructures et de l'occupation des sols de la commune en 2018 (CLC).

### Logement
Le tableau ci-dessous présente le détail du secteur des logements de la commune :
| Date du relevé                                              | 2013   |
| Nombre total de logements                                   | 220    |
| Résidences principales                                      | 70 %   |
| Résidences secondaires                                      | 18,9 % |
| Logements vacants                                           | 11,1 % |
| Part des ménages propriétaires de leur résidence principale | 85,5 % |

### Risques majeurs
Le territoire de la commune de Tranzault est vulnérable à différents aléas naturels : météorologiques (tempête, orage, neige, grand froid, canicule ou sécheresse), feux de forêts et séisme (sismicité faible). Un site publié par le BRGM permet d'évaluer simplement et rapidement les risques d'un bien localisé soit par son adresse soit par le numéro de sa parcelle.
Pour anticiper une remontée des risques de feux de forêt et de végétation vers le nord de la France en lien avec le dérèglement climatique, les services de l’État en région Centre-Val de Loire (DREAL, DRAAF, DDT) avec les SDIS ont réalisé en 2021 un atlas régional du risque de feux de forêt, permettant d’améliorer la connaissance sur les massifs les plus exposés. La commune, étant pour partie dans le massif d'Ardentes, est classée au niveau de risque 4, sur une échelle qui en comporte quatre (1 étant le niveau maximal).

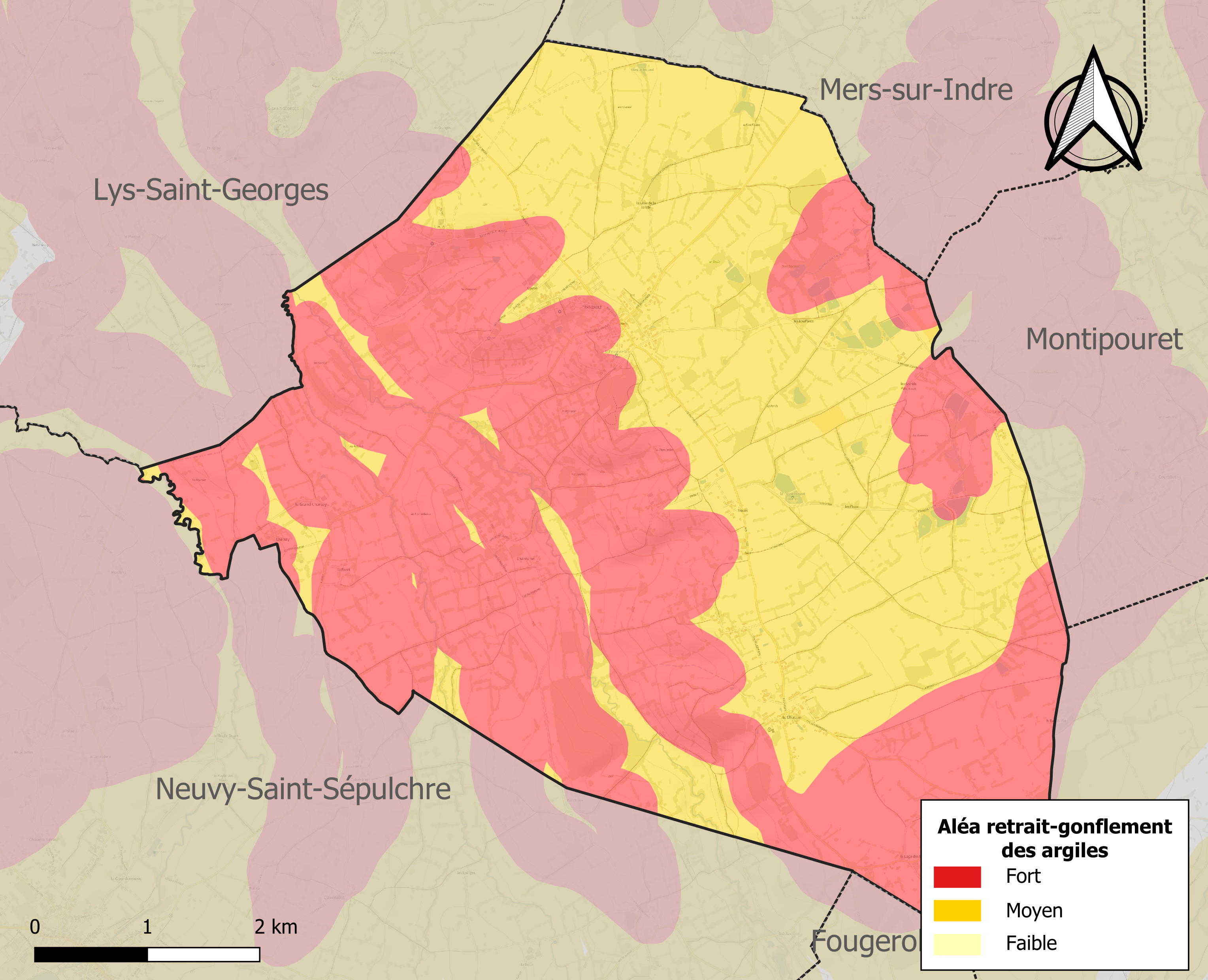
Carte des zones d'aléa retrait-gonflement des sols argileux de Tranzault.

Le retrait-gonflement des sols argileux est susceptible d'engendrer des dommages importants aux bâtiments en cas d’alternance de périodes de sécheresse et de pluie. La totalité de la commune est en aléa moyen ou fort (84,7 % au niveau départemental et 48,5 % au niveau national). Sur les 240 bâtiments dénombrés sur la commune en 2019, 240 sont en aléa moyen ou fort, soit 100 %, à comparer aux 86 % au niveau départemental et 54 % au niveau national. Une cartographie de l'exposition du territoire national au retrait gonflement des sols argileux est disponible sur le site du BRGM,.
Concernant les mouvements de terrains, la commune a été reconnue en état de catastrophe naturelle au titre des dommages causés par la sécheresse en 2018 et 2019 et par des mouvements de terrain en 1999.

## Toponymie
Le nom de la commune est attesté sous diverses formes anciennes : Ecclesia de Tremsals en 1212, Capellanus de Tronsellis en 1327, de Transallis en 1351, Transsaulx en 1579, Transault en 1621, de Transalibus en 1648.
Le toponyme Tranzault est formé du latin trans, signifiant « au-delà », et de saltus, terme désignant une forêt ou un bois. Le mot sault provient ici de l'ancien français saut, issu lui-même du latin saltus. Le nom pourrait ainsi se traduire par « au-delà du bois ».
Ses habitants sont appelés les Tranzaltiens.

## Histoire
La communauté de Tranzault est en crise démographique au début du XVIIIe siècle, puisqu’elle passe de 113 feux en 1709 à 77 en 1726, soit une perte énorme de près d’un tiers de la population. L’hiver de 1709-1710 notamment cause de nombreuses pertes, ainsi que la grande canicule de 1719 (qui tua beaucoup par dysenterie).

## Politique et administration
La commune dépend de l'arrondissement de La Châtre, du canton de Neuvy-Saint-Sépulchre, de la deuxième circonscription de l'Indre et de la communauté de communes du Val de Bouzanne.
| Période                                  | Période   | Identité            | Étiquette | Qualité                           |
| ---------------------------------------- | --------- | ------------------- | --------- | --------------------------------- |
| mars 1983                                | juin 1995 | Christian Paquignon | PS        | ?                                 |
| mars 2001                                | mars 2008 | Michel Fléchaire    | ?         | ?                                 |
| mars 2008,                               | 2020      | Christian Paquignon | PS        | Retraité de l’Éducation nationale |
| 2020                                     | En cours  | Philippe Viaud      |           |                                   |
| Les données manquantes sont à compléter. |           |                     |           |                                   |

## Population et société

### Démographie
L'évolution du nombre d'habitants est connue à travers les recensements de la population effectués dans la commune depuis 1793. Pour les communes de moins de 10 000 habitants, une enquête de recensement portant sur toute la population est réalisée tous les cinq ans, les populations de référence des années intermédiaires étant quant à elles estimées par interpolation ou extrapolation. Pour la commune, le premier recensement exhaustif entrant dans le cadre du nouveau dispositif a été réalisé en 2006.

En 2022, la commune comptait 347 habitants, en évolution de −1,7 % par rapport à 2016 (Indre : −3 %, France hors Mayotte : +2,11 %).
| 1793 | 1800 | 1806 | 1821 | 1831 | 1836 | 1841 | 1846 | 1851 |
| ---- | ---- | ---- | ---- | ---- | ---- | ---- | ---- | ---- |
| 600  | 467  | 485  | 518  | 521  | 536  | 525  | 525  | 496  |

| 1856 | 1861 | 1866 | 1872 | 1876 | 1881 | 1886 | 1891 | 1896 |
| ---- | ---- | ---- | ---- | ---- | ---- | ---- | ---- | ---- |
| 503  | 548  | 593  | 612  | 616  | 633  | 637  | 667  | 635  |

| 1901 | 1906 | 1911 | 1921 | 1926 | 1931 | 1936 | 1946 | 1954 |
| ---- | ---- | ---- | ---- | ---- | ---- | ---- | ---- | ---- |
| 648  | 655  | 616  | 577  | 539  | 498  | 495  | 461  | 420  |

| 1962 | 1968 | 1975 | 1982 | 1990 | 1999 | 2006 | 2011 | 2016 |
| ---- | ---- | ---- | ---- | ---- | ---- | ---- | ---- | ---- |
| 381  | 364  | 324  | 318  | 324  | 323  | 324  | 330  | 353  |

| 2021 | 2022 | - | - | - | - | - | - | - |
| ---- | ---- | - | - | - | - | - | - | - |
| 349  | 347  | - | - | - | - | - | - | - |

### Enseignement
La commune dépend de la circonscription académique de La Châtre.

### Sports
La commune possède un club de football (FC Tranzault).

### Médias
La commune est couverte par les médias suivants : La Nouvelle République du Centre-Ouest, Le Berry républicain, L'Écho - La Marseillaise, La Bouinotte, Le Petit Berrichon, L'Écho du Berry, France 3 Centre-Val de Loire, Berry Issoudun Première, Vibration, Forum, France Bleu Berry et RCF en Berry.

## Économie
La commune se situe dans l’aire urbaine de Châteauroux, dans la zone d’emploi de Châteauroux et dans le bassin de vie de La Châtre.
La commune se trouve dans l'aire géographique et dans la zone de production du lait, de fabrication et d'affinage du fromage Valençay.

## Culture locale et patrimoine

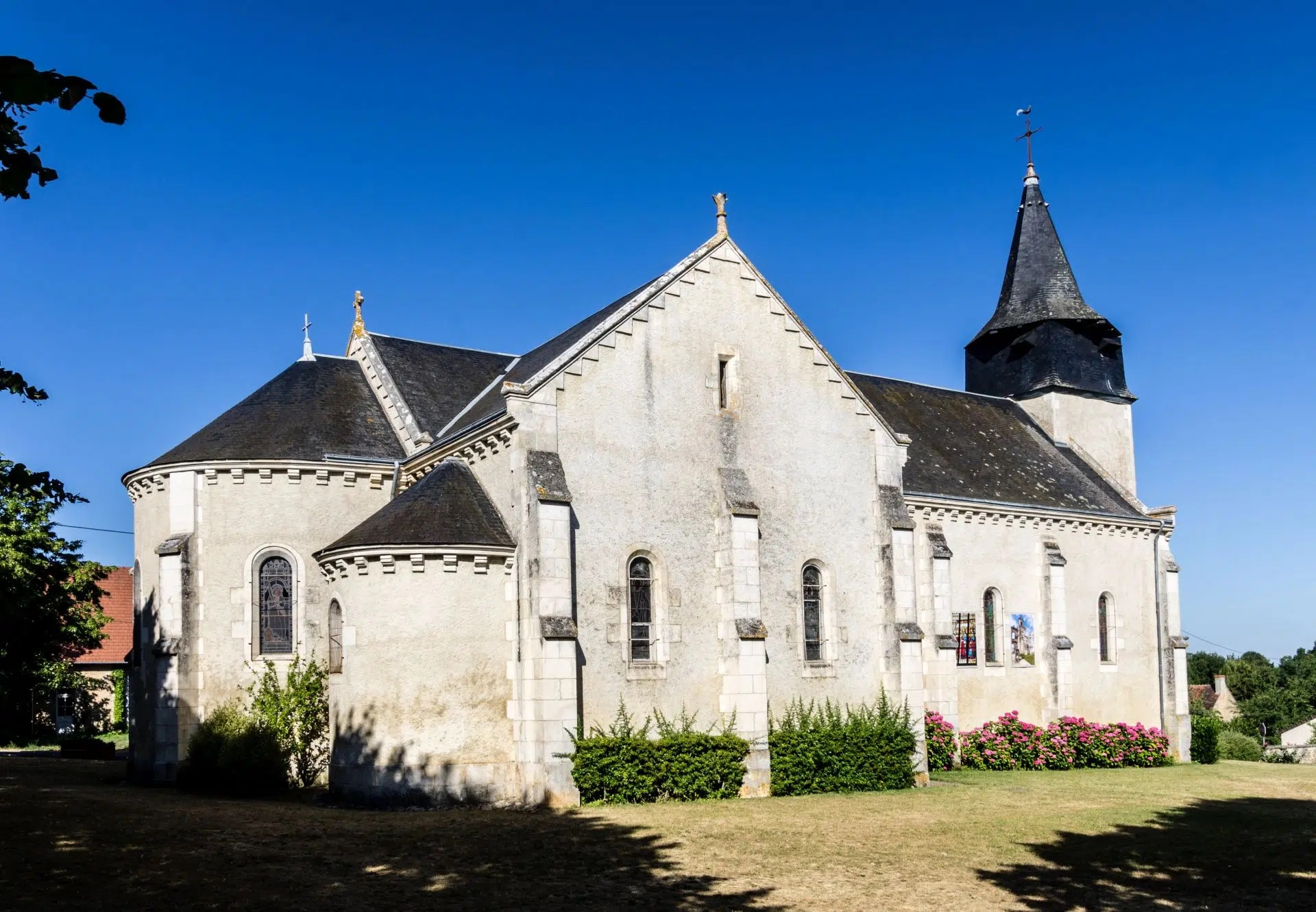
Église de Tranzault

### Lieux et monuments
- Église Saint-Pierre de Tranzault, datant de 1893, contient de nombreuses fresques du peintre Raphaël Bodin (1878-1947) ; elles ont été restaurées en 2018[36].
- Monument aux morts